# 황벽응
황벽응(黃碧應, 일본식 이름: 有田碧應 또는 有田賰澤)은 일제강점기의 승려이다.

## 생애
1917년 금산군의 미륵사 주지로 취임해 3년간 재직한 것이 황벽응에 대한 첫 기록이다. 당시 금산군은 전라북도에 속해 있었고 미륵사는 금산군 보석사 수반의 말사였는데, 이때 황벽응은 모범적인 수행으로 보석사 주지 이철허로부터 상장과 금일봉을 수여받은 바 있다.
1930년 보석사 주지로 선출되어 조선총독부의 인가를 받았다. 주지의 임기는 3년이었으나 알려지지 않은 이유로 1년 반만인 1932년 주지직에서 사임했다.
1937년 중일 전쟁이 발발했을 때에는 보석사 법무로 근무 중이었다. 7월 7일 중일 전쟁이 일어난 뒤 불교계에서는 각 본산별로 시국 행사를 거행하였고, 보석사에서는 10월 25일 본·말사 주지들을 소집해 대웅전에서 국위선양 무운장구 기원제를 비롯해 전사한 일본군을 위한 추도제를 봉행했다. 황벽응은 당시 주지가 아닌 법무였으나 이 행사를 주도했고, 11월 10일 곧바로 보석사 주지 자리에 복귀했다.
이후 보석사 주지로서 국방헌금과 위문금을 여러차례 헌납한 일이 있고 사망한 장병을 위한 충혼 위령제도 거행했다. 1940년 창씨개명하고 그 해 가을 보석사 주지직에서 물러난 뒤로 행적을 알 수 없다.
2008년 민족문제연구소가 발표한 친일인명사전 수록예정자 명단 종교 부문에 포함되었다.

## 같이 보기
- 미륵사
- 보석사

## 참고자료
- 임혜봉 (2005년 3월 1일). 〈황벽응 : 법무 때부터 일제에 적극 협력한 보석사 주지〉. 《친일 승려 108인》. 서울: 청년사. 279~281쪽쪽. ISBN 9788972783848.